# Lydia Bohling

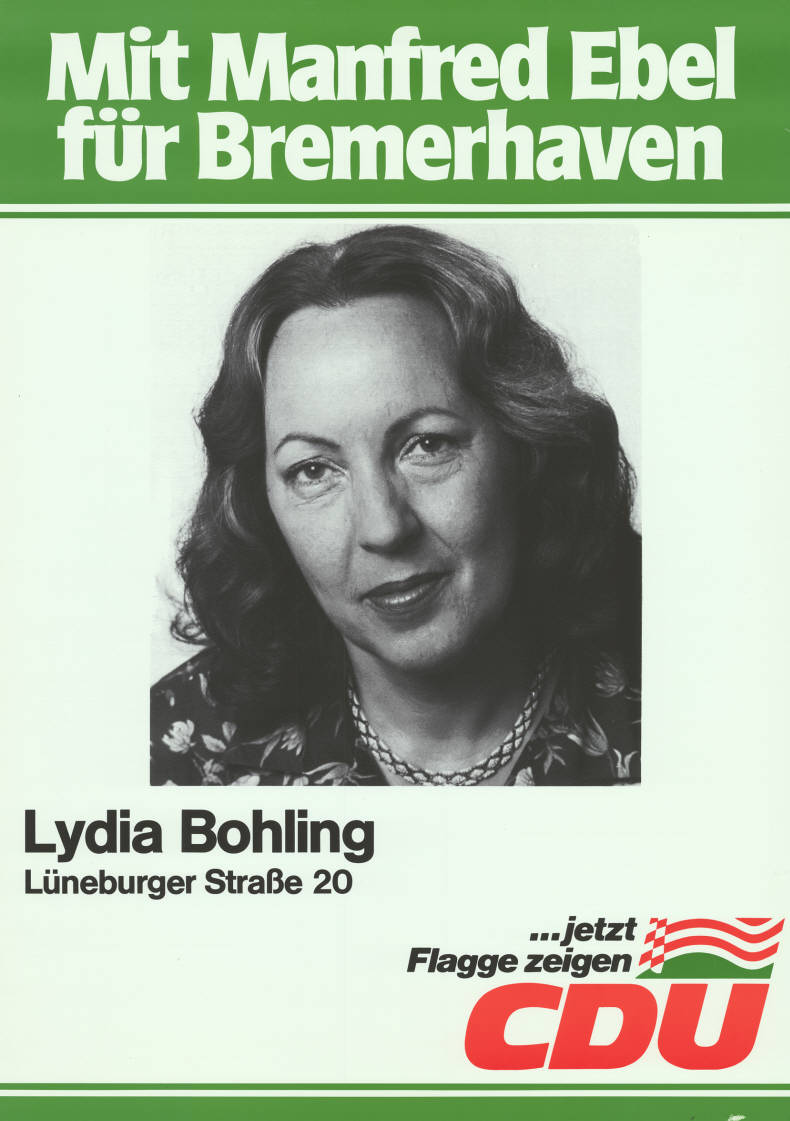
Bernd Wolf auf einem Wahlplakat zur Landtagswahl 1979

Lydia Bohling (* 31. März 1930 in Wesermünde, heute Bremerhaven) ist eine deutsche Politikerin. Sie war Mitglied der Bremischen Bürgerschaft (CDU).

## Biografie
Bohling ging in Wesermünde-Wulsdorf zur Schule, war nach ihrer Ausbildung als Privatsekretärin und Bilanzbuchhalterin in Bremerhaven angestellt und arbeitete parallel in der Firma ihres Mannes.
Seit 1974 ist sie Mitglied der CDU und gehörte von 1979 bis 1983 der Stadtverordnetenversammlung in Bremerhaven an. Von 1983 bis 1995 war sie in der 11., 12. und 13. Wahlperiode Abgeordnete der Bremischen Bürgerschaft (Landtag) und in den Deputationen Bildung/Kultur/Wissenschaft, Jugendhilfe, sowie dem Petitions- und Gleichberechtigungsausschuss. 
Bohling war stellvertretende Vorsitzende des Fördervereins Nordsee-Museum in Bremerhaven. Sie setzte sich 2016 durch eine Petition mit 2400 Unterschriften für den Erhalt der Plattdeutschen Sprache ein, um die Schließung des Instituts für niederdeutsche Sprache zu verhindern. 
Im Rahmen von Zeitzeugengesprächen vermittelt sie jungen Menschen den Wert der demokratischen Errungenschaften und versucht ihnen Geschichte begreifbar zu machen. Gegen Isolationsbestrebungen muslimischer Regierungen unterrichtet sie diejenigen in deutscher Sprache und anderen Fächern, die Teil dieser Gesellschaft werden wollen.
Bohling ist 2015 verwitwet und lebt seit 2021 in der Nähe von Stuttgart. Einer ihrer beiden Söhne ist Jan Erik Bohling.